# Grabdenkmal Familie Reinhold Maus

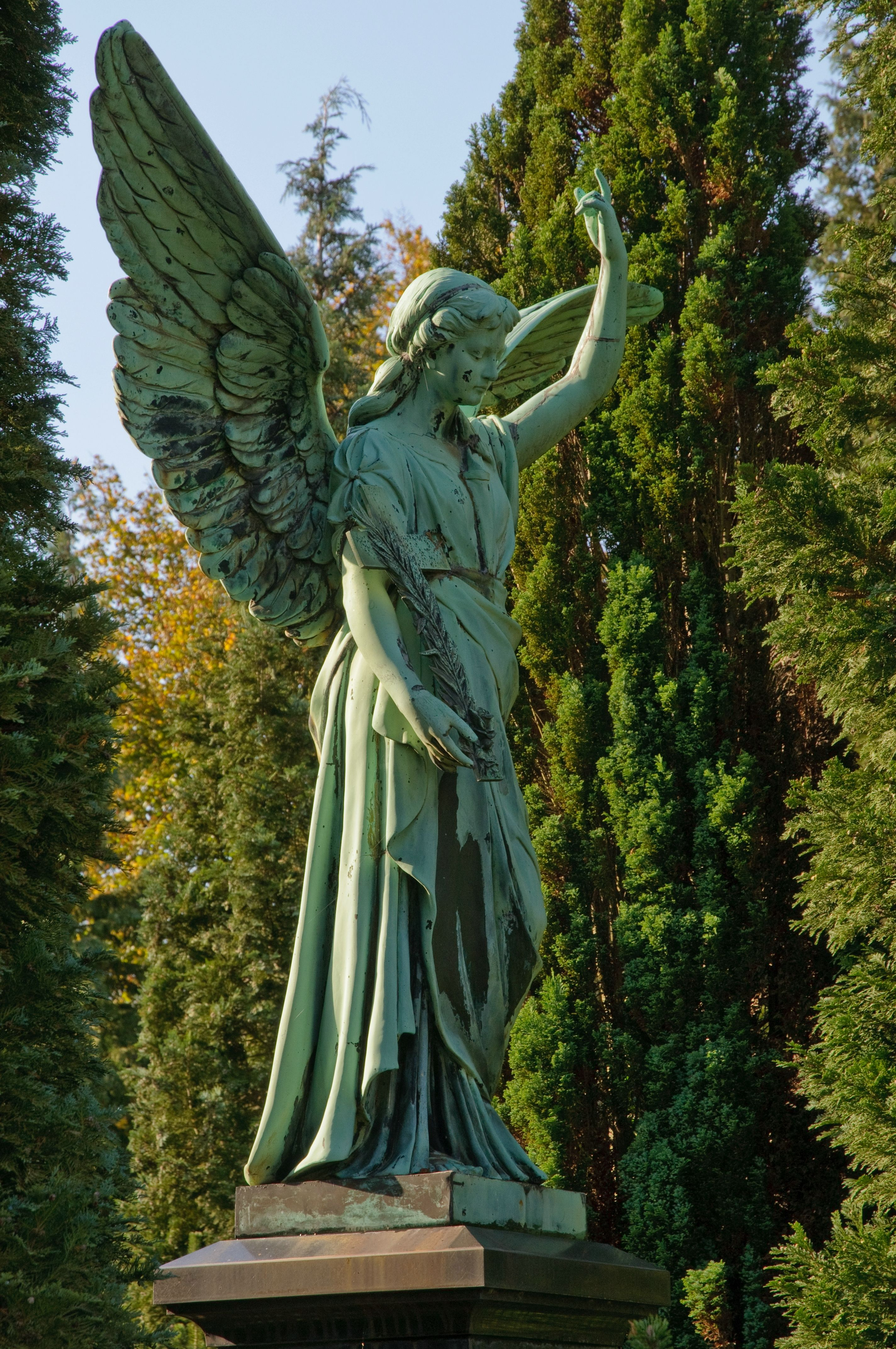
Grabdenkmal der Familie Reinhold Maus, Engel

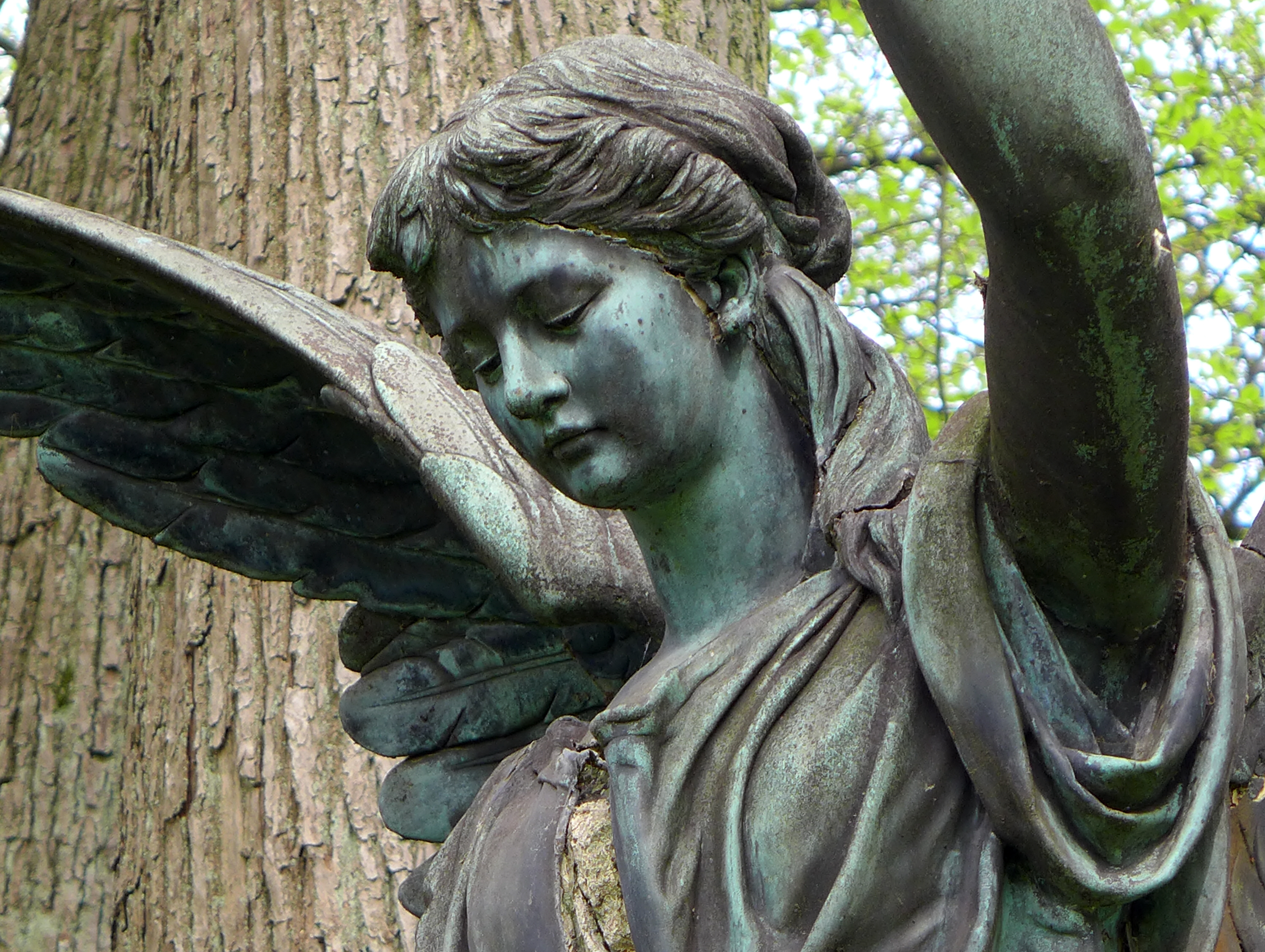
„Hamburger“ Engel für Familie Keller

Das Grabdenkmal der Familie Reinhold Maus ist ein Grabmal auf dem Evangelisch-Reformierten Friedhof Solinger Straße im Wuppertaler Stadtteil Cronenberg. Die Familiengruft wurde erstmals im Mai 1905 belegt.

## Beschreibung
Auf einem hohen, polierten und mit Inschrift versehenem Postament aus schwarzem Schwedischen Granit, erhebt sich eine ca. 1,5 Meter hohe, als Galvanoplastik gefertigte weibliche Engelfigur.
Die Figur, die den Aufstieg der Seele in den Himmel symbolisiert, besitzt weit gespreizte Flügel. Der linke Arm zeigt nach oben, der rechte Arm befindet sich am Körper. Bekleidet ist der Engel mit einem faltenreichen Gewand. Die Figur besitzt lange, wellige Haare, die mit einem Haarreif gehalten werden.
Das Grabmal entstand zwischen 1900 und 1910 nach dem Entwurf des Wuppertaler Bildhauers Höhmann, dessen Signatur H. HÖHMANN, HAHNERBERG. am Postament zu finden ist. Gefertigt wurde die Figur ausweislich der Signatur GALVANOPL. KUNSTANSTALT / GEISLINGEN ST. an der Plinthe in der Galvanoplastischen Kunstanstalt in Geislingen an der Steige, einem Zweigwerk der Württembergischen Metallwarenfabrik (WMF).
Aufgrund seiner zeittypischen, zwischen etwa 1885 und 1920 beliebten figürlichen Darstellung dokumentiert das Grabmal den Beginn der Grabmalindustrie, die durch die Serienfertigung und die damit einhergehende Trennung von Künstler und Auftraggeber (Käufer) charakterisiert ist. Es ist ein Zeugnis für die technische und soziale Entwicklung im Industriezeitalter und wurde daher am 23. November 1993 unter Denkmalschutz gestellt.
Eine gleichartige Engelsfigur befindet sich auf dem Hamburger Friedhof Ohlsdorf unter anderen auf den Familiengrabstätten Awe (T14) und Keller (AB31/32), ebenfalls ausgeführt von der „Galvanopl. Kunstanstalt / Geislingen St.“.